# Musikalisches Opfer

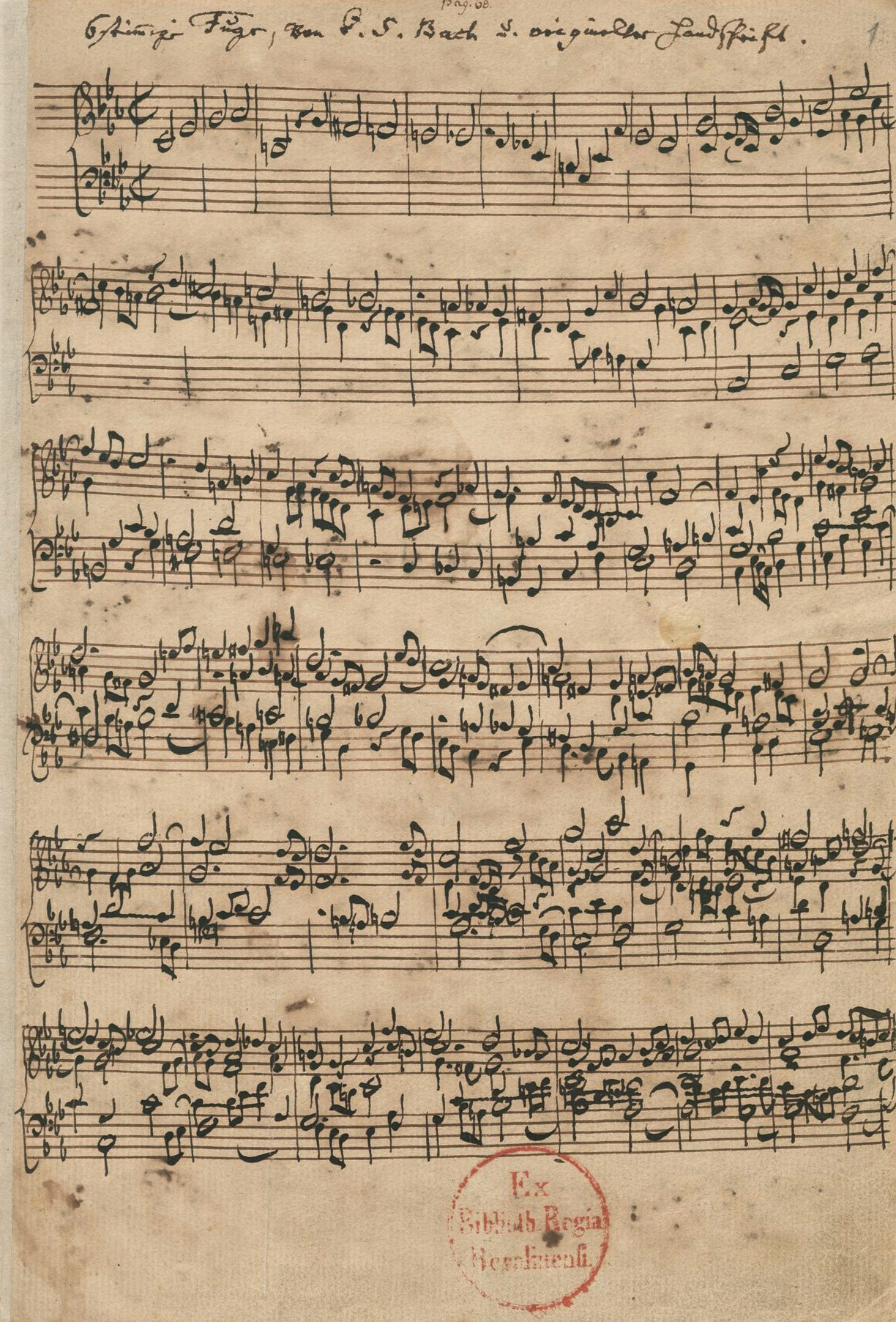
A hatszólamú ricercar

A Musikalisches Opfer (Zenei áldozat) (BWV 1079) Johann Sebastian Bach műve, amely tíz kánont, két fúgát és egy triószonátát tartalmaz. Ezek alapja a II. (Nagy) Frigyes porosz király által megadott téma.

## A mű keletkezése

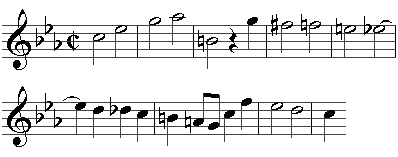
A fúga

A mű létrejötte annak köszönhető, hogy Bach és II. Frigyes 1747. május 7-én találkoztak a királyi rezidencián. A találkozás eredményeképpen Bach Carl Philipp Emanuel nevű fiát felvették udvari zenésznek. Ezenkívül az uralkodó mutatott neki egy akkor újdonságszámba menő pianofortét, és mivel Bach nagy improvizátor hírében állt, a király adott neki egy témát, amire neki egy fúgát kellett improvizálnia.
A másnapi sajtó beszámolója szerint Bach sikerrel vette az akadályt, bár a hangszerrel egyáltalán nem volt megelégedve.
Bach a találkozás után két hónappal állt elő ezzel a művével, aminek az ajánlása „Regis Iussu Cantio Et Reliqua Canonica Arte Resoluta” (a király parancsára a téma és egyebek kánon formában kidolgozva). Ha az ajánlás kezdőbetűit összeolvassuk, a ricercar szót kapjuk, ami a korai fúgák neve volt.

## Struktúra, hangszerelés
- Két fúga:
- Ricercar a 6 (hatszólamú)
- Ricercar a 3 (háromszólamú)
- 10 kánon
- Egy négytételes triószonáta, fuvolára (ez volt a király hangszere), hegedűre és basso continuóra.

A triószonátát leszámítva nem találkozunk hangszereléssel. Manapság az ilyen műveket egy vagy két zongorán (vagy billentyűs hangszeren, például csembalón), vagy kamarazenekar előadásában halljuk.

## Egyéb érdekességek
A mű tartalmaz ún. rejtvénykánonokat is, amikben csak a főtéma és egy-két paraméter van megadva, ebből kell kánont szerkesztenie az előadónak, természetesen kontrapunktikus és polifón módszerekkel.
Ez a mű A fúga művészete mellett Bach életműve csúcsának tekinthető.